# Fernando Alonso
Fernando Alonso Díaz (Oviedo, Asturija, 29. srpnja 1981.) španjolski je vozač automobilističkih utrka. Dvostruki je svjetski prvak Formule 1, prvak FIA Svjetskog prvenstva u utrkama izdržljivosti (WEC) te jedini vozač u povijesti koji je dva puta uvršten u FIA-inu Kuću slavnih. Dvostruki je pobjednik utrke 24 sata Le Mansa te pobjednik utrke 24 sata Daytone. Često ga se smatra jednim od najboljih i najkompletnijih vozača u Formuli 1.
Svoj prvi naslov svjetskog prvaka u Formuli 1 osvojio je 25. rujna 2005. za momčad Renault. Time je s 24 godine i 59 dana srušio tadašnji rekord Emersona Fittipaldija za najmlađeg svjetskog prvaka. Nakon obrane naslova 2006. Alonso je tada postao i najmlađi dvostruki svjetski prvak. Karijeru u Formuli 1 započeo je 2001. u Minardiju, nakon čega je 2002. prešao u Renault te postao njihov test vozač. 2003. postao je najmlađi vozač koji je do tada ostvario prvo startno mjesto te najmlađi pobjednik u utrci Formule 1. Nakon što je 2007. završio na trećem mjestu u momčadi McLarena, 2008. se vratio u Renault na dvije sezone te ostvario dvije pobjede. Od 2010. do 2014. vozio je za momčad Ferrari, a 2010., 2012. te 2013. završavao je na drugom mjestu u prvenstvu. 2015. vratio se u momčad McLarena gdje je ostao do 2018. bez značajnijih uspjeha zbog nekonkurentnog bolida. 2021. vratio se u Formulu 1 nakon dvije godine stanke u momčad Alpine gdje je odvozio dvije sezone te upisao jedno postolje. Od 2023. vozi za Aston Martin.
Osim Formule 1, vozio je sezonu 2018. – 2019. FIA Svjetskog prvenstva u utrkama izdržljivosti za momčad Toyotu Gazoo Racing uz vozače Sébastiena Buemija i Kazukija Nakajimu s kojima je osvojio naslov prvaka uključujući i dvije pobjede na utrci 24 sata Le Mansa. Tri puta je sudjelovao u IndyCar seriji u utrkama 500 milja Indianapolisa, 2017. za McLaren Hondu Andretti, 2019. za McLaren Racing te 2020. za Arrow McLaren Racing. Vozio je utrke 24 sata Daytone u kategoriji WeatherTech SportsCar, 2018. za momčad United Autosports s Landom Norrisom i Philipom Hansonom te 2019. za Wayne Taylor Racing s vozačima Kamuijem Kobayashijem, Rengerom van der Zandeom i Jordanom Taylorom s kojima je tada i pobijedio u utrci. 2020., nakon petomjesečnih priprema, odvozio je Reli Dakar sa suvozačem Marcom Comom te završio na 13. mjestu.
Alonso je prvi španjolski vozač Formule 1 koji je osvojio naslov prvaka. Vlasnik je momčadi FA Racing koja se natječe u kategoriji eSportova, Formuli Renault, Formuli 4 te kartingu. Osnivač je i ambasador modnog brenda Kimoa te UNICEF-ov ambasador dobre volje.

## Karting
Karijeru u kartingu započeo je s tri godine kada mu je njegov otac José Luis Alonso darovao kart prvotno sastavljen za svoju osmogodišnju kćer Lorenu, Alonsovu sestru. Budući da ona nije pokazala nikakav interes za utrkivanje, kart je pripao mlađem bratu kojemu je bilo potrebno prilagoditi pedale da bi mogao voziti. Te iste godine Alonso je dobio službenu karting licencu i pobijedio u svojoj prvoj utrci u organizaciji trgovačkog centra gdje se natjecao s gotovo dvostruko starijom djecom. Nakon toga za Alonsa su uslijedila natjecanja na lokalnoj i regionalnoj razini.
1988., sa sedam godina, Alonso je ostvario svoju prvu pobjedu u službenoj karting utrci u Poli de Laviani te osvojio prvenstvo Asturije u dječjoj kategoriji pobijedivši u svih osam održanih utrka. Godinu dana kasnije, 1989., uz prvenstvo Asturije osvojio je i prvenstvo Galicije u istoj kategoriji, a sljedeće godine osvojio je kadetsko prvenstvo Asturije i Baskije. 1991. završio je drugi na državnom prvenstvu Španjolske, a od 1992. zbog uspjeha bilo mu je dopušteno natjecati se u kategoriji od 100 kubika. 1993. na poziv vlasnika Genikarta Genisa Marcóa, Alonso je odvozio test vožnju na prvenstvu Katalonije u Mori de Ebro. Pobijedio je u utrci i time osigurao mjesto u juniorskom prvenstvu Španjolske kojeg je osvajao 1993., 1994. i 1995. U to vrijeme Alonso je počeo raditi i kao mehaničar za mlađe vozače kako bi pokrio dio troškova za svoje utrkivanje, a njegov mehaničar od samih početaka pa sve do juniorskog prvenstva bio je njegov otac.
Uspjesi u juniorskoj kategoriji doveli su ga do sudjelovanja na svjetskom prvenstvu u kartingu u Bragi 1995. gdje je završio treći u ukupnom poretku. 1996. u Genku postao je svjetski prvak u kartingu u juniorskoj kategoriji te istovremeno osvojio svoj četvrti naslov državnog prvaka Španjolske na stazi Sils. Iste godine osvojio je i utrke Trofeo Estival u Italiji te Marlboro Masters u Barceloni. 1997. pobjeđivao je na brojnim natjecanjima, uključujući prvenstvo Španjolske i Italije. 1998. pobijedio je na unutarnjem karting natjecanju Paris Bercy, osvojio naslov prvaka u kategoriji Inter-A u Španjolskoj, pobijedio na utrci Trofeo delle Industrie u Parmi, osvojio Open Ford te postao europski viceprvak u klasi Formule-A.

## Juniorska karijera
Bivši vozač Formule 1 Adrián Campos primijetio je Alonsa tijekom karting utrke Marlboro Masters u Barceloni na kojoj je Alonso pobijedio te ga pozvao na test vožnju na stazu Albacete u listopadu 1998. za njegov Formula Nissan tim Campos Motorsport. Iako se Alonso zabio dva puta tijekom testiranja, do trećeg test dana dostigao je vremena pole pozicije njihovog vozača Marca Genéa iz ranije održane utrke. Alonso je bio potvrđen kao vozač Campos Motorsporta za sezonu 1999. u seriji Euro Open Movistar by Nissan uz Antonija Garciju, dok je Marc Gené nastavio svoju karijeru u Formuli 1. Bez prijašnjeg iskustva u vožnji jednosjeda, Alonso je osvojio naslov pobijedivši u šest utrka, dok je njegov momčadski kolega završio na petom mjestu te osigurao timu Campos Motorsport titulu najbolje momčadi. Krajem godine Alonso je na poziv Minardija u Jerezu odradio svoj prvi test u bolidu Formule 1. Na testu je debitiralo sedam različitih vozača vozeći bolid Minardija, Alonso je bio najbrži od njih te osim brzinom impresionirao i brzom prilagodbom na bolid što je rezultiralo mjestom test vozača u njihovoj momčadi za sljedeću sezonu.
2000. Alonso je prešao u Formulu 3000 vozeći za Team Astromegu. Iako u prvih šest utrka nije uspio osvojiti bodove, u Mađarskoj je završio na drugom mjestu, a na zadnjoj utrci na stazi Spa-Francorchamps uzeo je pobjedu startavši s pole pozicije i odvozio najbrži krug u impresivnoj utrci po kiši. U ukupnom poretku završio je na četvrtom mjestu iza Marka Webbera. Tijekom sezone u Formuli 3000 Ferrari i Renault bili su zainteresirani za Alonsa. Ferrari mu ponudio mjesto testnog vozača, no Flavio Briatore ipak ga je uvjerio da potpiše dugogodišnji ugovor s Renaultom koji se tada još natjecao pod imenom Benetton. Početkom sljedeće godine objavljeno je da će Alonso debitirati u Formuli 1 nakon što je Renault potvrdio Alonsovu posudbu Minardiju.

## Formula 1

### Minardi (2001.)
2001.
Alonsova prva utrka u Formuli 1 bila je u Minardiju na VN Australije 2001. uz momčadskog kolegu Tarsa Marquesa. Iako je Marques već imao dvanaest utrka iza sebe, u kvalifikacijama za prvu utrku sezone Alonso je zauzeo 19. startno mjesto ostvarivši 2,6 sekunde bolje vrijeme od svog momčadskog kolege. Gustav Brunner, tadašnji glavni dizajner Minardija, bio je impresioniran Alonsovom brzinom te nije zamišljao da bolid može uopće ići toliko brzo. Alonso je utrku završio na 12. mjestu što je bio veliki rezultat za momčad s obzirom na to da je bolid iza sebe imao samo 50 km probne vožnje prije same utrke. U četvrtoj utrci sezone u Imoli, bio je bolji u kvalifikacijama od oba Benettona, Prosta te svog momčadskog kolege. 
Iako je Alonsov najbolji rezultat te sezone bio 10. mjesto u Hockenheimu u Njemačkoj, njegova najbolja utrka bila je posljednja u sezoni u Suzuki u Japanu kada je završio na 11. mjestu ispred šest vozača te pretekao za cijeli krug Oliviera Panisa u BAR-u. Paul Stoddart, tadašnji vlasnik momčadi, opisao je Alonsovu zadnju utrku za Minardi kao vožnju 53 kvalifikacijska kruga. Unatoč tomu što se Minardi borio s nedostatkom novčanih sredstava te bio daleko od idealne momčadi za debitanta, Alonso je ostvario impresivnu sezonu, zasjenivši Marquesa te Alexa Yoonga, momčadskog kolegu na posljednje tri utrke. 

### Renault (2002. − 2006.)

#### 2002.
Krajem 2001. Renault je odlučio vratiti Alonsa u svoju momčad na mjesto testnog vozača za 2002. sezonu kako bi u potpunosti razvio svoj talent te u nadolazećim godinama postao ključan dio tima u borbi za naslov prvaka. Alonso je tijekom svoje test sezone radio s timom inženjera na poboljšanju i razvoju bolida te odvozio ukupno 1642 kruga na testiranjima u Španjolskoj i Velikoj Britaniji.
U svibnju 2002. odradio je i testiranje Jaguara R3 na stazi Silverstone na poziv Nikija Laude, tadašnjeg šefa momčadi Jaguara. Lauda je vidio Alonsa kao novog najboljeg talenta u Formuli 1 te je na testiranju htio evaluirati vlastite mlade vozače u usporedbi s njim i vidjeti bi li mogao zamijeniti Eddija Irvinea za sljedeću sezonu te voziti zajedno uz Pedra de la Rosu. Alonso je na testiranju odvozio bolje vrijeme od Jaguarovih vozača Pedra de la Rose i Eddieja Irvinea te treće najbolje vrijeme iza Rubensa Barrichella u Ferrariju i Allana McNisha u Toyoti od ukupno 16 vozača. Sredinom sezone službeno je objavljeno da će Alonso zamijeniti Jensona Buttona za 2003. sezonu te biti vozač Renaulta uz Jarna Trullija.

#### 2003.
Sezonu je započeo završivši na sedmom mjestu na VN Australije, a već je u drugoj utrci sezone, na VN Malezije, ostvario svoju prvu startnu poziciju u karijeri te tada s 21 godinom i 236 dana postao najmlađi vozač kojemu je to uspjelo, srušivši rekord koji je držao Rubens Barrichello.  Utrku je završio na trećem mjestu, a do svoje prve pobjede u karijeri došao je kasnije u sezoni na VN Mađarske, startavši po drugi put u karijeri s pole pozicije, te tada s 22 godine i 26 dana postao i najmlađi pobjednik utrke u Formuli 1, srušivši rekord Brucea McLarena iz 1959., te ujedno i prvi Španjolac koji je pobijedio u Formuli 1. 
U kišnoj utrci na VN Brazila doživio je veliku nesreću u 54. krugu naletjevši na ostatke bolida Marka Webbera, koji se netom prije zabio u zaštitnu ogradu, te pretrpio sile od 35 G i 60 G pri udaru u dvije zaštitne ograde nakon čega je utrka bila zaustavljena, a Alonso prevezen u bolnicu na promatranje gdje su rezultati pokazali da je prošao bez težih ozljeda. U utrci je bio klasificiran kao treći. VN San Marina završio je na šestom mjestu, a na VN Španjolske, pred svojom publikom, došao je do trećeg postolja završivši na drugom mjestu. U Austriji je imao prvo odustajanje u sezoni zbog problema s motorom, a zbog motora je odustajao i u utrkama u Francuskoj,  SAD-u i Japanu dok utrku u Velikoj Britaniji nije završio zbog problema s mjenjačem. U Monaku je došao do petog mjesta, a na VN Kanade, VN Europe i VN Njemačke do četvrtog mjesta. 
U Kanadi je postigao i svoj prvi najbrži krug utrke te s 21 godinom i 321 danom ujedno postao i tadašnji najmlađi vozač koji je to ostvario, nakon što je rekord do tada, također, držao Bruce McLaren. U Italiji, zadnjoj utrci koju je završio te sezone, uspio je doći do osmog mjesta i osvojiti bod nakon starta sa začelja zbog problema s kontrolom trakcije u kvalifikacijama. U svakoj utrci koju je završio, Alonso je uvijek ostvario bolja mjesta od onih u kvalifikacijama, osim u Maleziji kada je startao s pole pozicije, često poboljšavajući rezultat za nekoliko pozicija. Iako je uspijevao držati konstantu u rezultatima tijekom sezone, zbog čestih problema s motorom završio je sezonu na šestom mjestu s ukupno 55 osvojenih bodova te četiri postolja, dok je Renault završio na četvrtom mjestu u prvenstvu konstruktora.

#### 2004.
Sezona 2004. započela je dobro za Alonsa koji je završio na 3. mjestu u Australiji. Sredinom sezone završio je na postolju u Francuskoj, a ubrzo zatim u Njemačkoj i Mađarskoj. Mnogi su sumnjali u Alonsove sposobnosti da nadmaši Jarna Trullija, ali kako se približavao kraj sezone, Trullijeva je forma padala i tako je Alonso završio sezonu na 4. mjestu u ukupnom poretku vozača s 59 osvojenih bodova.

#### 2005.
Godine 2005. Alonso postaje najmlađi svjetski prvak.

#### 2006.
Godine 2006. Alonso je obranio svoju titulu svjetskoga prvaka.

### McLaren (2007.)
2007.

### Renault (2008. − 2009.)

#### 2009.
Fernando Alonso nastavio je još jednu sezonu u Renaultu s momčadskim kolegom  Nelsonom Piquetom mlađim. 
Na početku prvenstva, Alonso i Renault bili su vrlo optimistični i španjolski vozač započeo je dobro, završivši na 5. mjestu na Velikoj Nagradi Australije nakon što je startao s 10. startne pozicije. S vremenom je povećavao zaostatak u poretku nakon 11. mjesta na kišovitoj Velikoj Nagradi Malezije i 9. mjesta nakon strateške pogreške na Velikoj Nagradi Kine. U Bahreinu je opet ušao u bodove plasiravši se 8. Nakon Montmela završio je 5., u Monaku je bio 7.
Između Monaca i Belgije, R29 pokazuje koliko je slab, ali bori se s vodećima u prvenstvu, iako mu loša sreća i problemi u boksu ne dopuštaju boriti se za postolje. Međutim, u određenim trenutcima se pokazalo da bolid ima što pokazati, kao što se to vidjelo plasmanom na pole poziciju na Hungaroringu ili tijekom utrke na Spa-Francorchampsu, gdje je Fernando bio 3. sve dok se nije pojavio problem s naplatkom kotača koji je završio odustajanjem.
Sljedeća je bila noćna utrka u Singapuru zajedno s polemikama zbog nesreće Nelsona Piqueta mlađeg (koji je već bio zamijenjen  Romainom Grosjeanom) 2008. U Singapuru je Alonso, napokon, osvojio jedino postolje u lošoj sezoni u kojoj je Renault slabo radio na razvijanju bolida zbog ekonomske krize.
Dana 30. rujna 2009., poslije nebrojivih špekulacija, Scuderia Ferrari objavila je na svojoj službenoj stranici potpisivanje ugovora s Fernandom Alonsom za sljedeće 3 sezone.
S riješenom budućnošću, Alonso je htio završiti u najboljoj mogućoj formi s Renaultom, ali nije uspio postignuti dobre rezultate, u Japanu je završio na 10. mjestu, u Brazilu odustao, a u Abu Dhabiju se plasirao na 14. poziciju. Tako se Alonso oprostio od 7 godina u Renaultu ne mogavši osvojiti ništa značajno u svojoj posljednjoj sezoni s ne tako kompetitivnim bolidom. Bila je to njegova najgora sezona od debija u Minardiju.

### Alpine (2021. − 2022.)

#### 2021.
U srpnju 2020. potvrđeno je da se Alonso vraća u Formulu 1 nakon što je potpisao ugovor s Renaultom koji se od 2021. natječe pod novim imenom Alpine. Kako bi se pripremio za utrkivanje nakon dvije godine stanke, Alonso je ponovo sjeo u bolid Formule 1 u listopadu 2020. na testu u Barceloni vozeći aktualni bolid R.S. 20., a u studenom je odradio test s bolidom iz 2018. R.S. 18 u Bahreinu i Abu Dhabiju. Nakon završetka prvenstva 2020. dopušteno mu je sudjelovanje na testu za mlade vozače u Abu Dhabiju gdje je odvozio najbrža vremena s aktualnim bolidom R.S. 20. Alonso je i tijekom vikenda završne utrke u Abu Dhabiju 2020. odvozio demonstraciju u Renaultu R25, bolidu u kojem je prije petnaest godina osvojio prvi naslov prvaka.
Mjesec dana prije početka sezone Alonso je trenirajući na biciklu blizu Lugana u Švicarskoj sudjelovao u prometnoj nesreći u kojoj je zadobio prijelom gornje čeljusti. Nakon operativnog zahvata zadržan je na promatranju sljedeća dva dana. Iako je prvotno bilo upitno hoće li biti potpuno spreman do početka sezone, nakon nekoliko dana mirovanja mogao je nastaviti s treninzima i pripremama za sezonu. Zbog odgođenih priprema, u veljači je morao propustiti lansiranje novog Alpineovog bolida te test s bolidom iz 2018. na Paul Ricard stazi. Uzimajući u obzir dvogodišnju stanku, Alonso je prije prve utrke u sezoni isticao da njegova brzina neće odmah na početku biti na najvišoj razini te da će mu trebati nekoliko utrka da se privikne i poboljša svoju kvalitetu vožnje. To je i potvrdio tijekom sezone izjavivši da su propušteno testiranje i manjak sati u simulatoru u predsezoni zbog nesreće utjecali na broj utrka koji mu je bio potreban da bude potpuno spreman.
U prvoj utrci sezone u Bahreinu Alonso je uspio ući u posljednji krug kvalifikacija i ostvariti devetu startnu poziciju, no tijekom utrke odustao je zbog problema s kočnicama. Do svojeg prvog boda u sezoni došao je na VN Emilije Romagne u kojoj je na kraju bio promoviran s 11. na 10. mjesto nakon što je Kimi Räikkönen kažnjen s 30 sekundi po završetku utrke. VN Portugala završio je na osmom mjestu nakon starta s 13. pozicije, dok u Španjolskoj i Monaku nije ostvario bodove. U Azerbajdžanu je nakon ponovljenog starta zbog prekinute utrke došao s 10. do šestog mjesta u posljednjem krugu utrke, a u sljedeće je tri utrke na VN Francuske, VN Štajerske te VN Austrije također završio u bodovima. U Velikoj Britaniji briljirao je tijekom prvih sprint kvalifikacija. U prvom krugu probio se s 11. mjesta na peto, a do kraja kvalifikacija završio je na sedmom mjestu, kao i u utrci.
U Mađarskoj je Alpine došao do najboljeg rezultata u sezoni. Alonsov se momčadski kolega Esteban Ocon nakon kaotičnog kišnog starta probio s osme na drugu poziciju, a nakon ponovnog starta zbog zaustavljene utrke došao i do vodeće pozicije u utrci. Alonso je u utrci držao šestu poziciju te je prije drugog zaustavljanja u boks i vodio u utrci. Po izlasku iz boksa vratio se na četvrtu poziciju te počeo sustizati Carlosa Sainza dok mu se istovremeno približavao Lewis Hamilton na petom mjestu sa svježim gumama želeći doći do pobjede.  Hamilton je u 53. krugu dostigao Alonsa, no očekivano pretjecanje pretvorilo se u borbu od 12 krugova u kojoj je Hamilton iznova pokušavao preteći Alonsa na nekoliko mjesta na stazi. Alonso je branio svaki njegov pokušaj sve do 65. kruga kada je u prvom zavoju snažno zakočio te time omogućio Hamiltonu prolazak. Zadržavši Hamiltona svojom obrambenom vožnjom odigrao je ključnu ulogu u utrci svog momčadskog kolege koji je stigao do prve pobjede u karijeri, a momčad Alpine upisala je svoju prvu pobjedu otkako se natječe pod novim imenom. Po završetku sezone Alonso je za svoju izvrsnu obranu od Hamiltona osvojio i FIA-inu nagradu za najbolji potez godine.
Alpine je nakon ljetne stanke uoči VN Belgije službeno potvrdio produljenje Alonsovog ugovora za 2022. sezonu. Utrku u Belgiji koja je zbog jakih kišnih uvjeta vožena kratko pod sigurnosnim automobilom završio je na 11. poziciji. U sljedeće je tri utrke ponovo završavao u bodovima, u Nizozemskoj je bio šesti, u Italiji osmi te u Rusiji šesti. Na VN Rusije bio je i nadomak prvog podija. Zahvaljujući strategiji jednog ulaska u boks i kontroliranoj vožnji u skliskim uvjetima zbog kiše pet krugova prije kraja, probio se sa šeste na treću poziciju. No, ostavši jedan krug predugo na stazi prije promjene guma na intermedije momčad je propustila priliku za drugo postolje sezone, unatoč brzini i dobrom balansu bolida. U Turskoj je startao s pete pozicije u utrci na koju je promoviran nakon što je Hamilton uzeo kaznu od 10 pozicija na startu zbog promjene motora. Alonsu je to bila prva najbolja pozicija s koje je startao u sezoni te ujedno i najbolja pozicija na startu u proteklih sedam godina. Odmah nakon starta u vlažnim i skliskim uvjetima imao je kontakt s Pierreom Gaslyjem zbog čega je pao na začelje poretka, a nekoliko krugova kasnije imao je kontakt i s Mickom Schumacherom zbog čega je dobio kaznu od pet sekundi zaustavljanja u boksu, kao i Gasly za raniji incident. Alonso je utrku završio na 16. mjestu, a Alpine je uspio osvojiti bod zahvaljujući Estebanu Oconu koji je završio na 10. mjestu nakon što je cijelu utrku odvozio bez zaustavljanja u boksu. Nakon odustajanja na VN SAD-a zbog problema sa stražnjim krilom, uslijedili su bodovi u Meksiku i Brazilu gdje je završio na devetoj poziciji. 
Najbolji rezultat sezone ostvario je na VN Katara gdje je došao do trećeg mjesta. Nakon što je na startu promoviran s pete na treću poziciju zbog kazni Valterija Bottasa i Maxa Verstappena, u prvom krugu pretekao je Gaslyja za drugu poziciju koju je uspio održati do petog kruga kada ga je prešao Verstappen. Iako ga je tijekom utrke pretekao i Sergio Pérez, zbog strategije jednog ulaska u boks, za razliku od Péreza, te virtualnog sigurnosnog automobila pred kraj utrke, Alonso je uspio završiti utrku na trećem mjestu. Bilo mu je to prvo postolje nakon VN Mađarske 2014., a time je postavio rekord od 105 odvoženih utrka između dva osvojena postolja. S Alonsovim trećim mjestom u utrci te Oconovim petim mjestom, Alpine je na VN Katara ostvario ključnu prednost u bodovima pred Alpha Taurijem za peto mjesto u prvenstvu konstruktora. U pretposljednjoj utrci u Saudijskoj Arabiji Alonso nije došao do bodova, a posljednju u Abu Dhabiju završio je na osmom mjestu. U sezoni je osvojio 81 bod te zauzeo 10. mjesto u poretku vozača ispred momčadskog kolege Estebana Ocona na 11. mjestu, a momčad Alpine ostvarila je peto mjesto u poretku konstruktora.

## Utrke izdržljivosti

### 24 sata Barcelone

#### 1999.
Alonsovo prvo sudjelovanje u utrkama izdržljivosti bilo je na utrci 24 sata Barcelone 1999. dok je vozio u seriji Euro Open by Nissan. Šef Alonsove momčadi Adrián Campos primio je poziv novinara Pedra Fermína Floresa koji je htio Alonsa i njegovog momčadskog kolegu Antonija Garcíju u svome timu za utrku 24 sata Barcelone prije pretposljednje utrke u Barceloni u Nissan seriji. Alonso i Garcíja impresionirali su Floresa i četvrtog člana momčadi Salvija Delmunsa svojom brzom prilagodbom i tehničkim znanjem. Njihov automobil Hyundai Accent bio je daleko od najboljih, a iako su startali s 15. mjesta u utrci i u jednom trenutku izletjeli sa staze zbog čega su bili u zaostatku osam krugova, uspjeli su nadoknaditi zaostatak te završiti na šestom mjestu, dok su u kategoriji M10 zauzeli treće mjesto.

### 24 sata Le Mansa
Alonso je odrastao gledajući 24 sata Le Mansa na televiziji, a ozbiljno je počeo razmišljati o nastupu u utrci još u danima kada je vozio za Ferrari. 2014. bio je gost na utrci 24 sata Le Mansa kada je mahao zastavom označujući početak utrke, a kao vozač Ferrarija bio je nadomak vožnje u Le Mansu nekoliko puta, no momčad nije dopustila utrkivanje jer im nije bilo u interesu imati ugovor s drugim brendovima. Krajem 2017. Alonso je ponovo ugledao priliku za utrkom te počeo dogovore s Toyotom Gazoo Racing, a nakon toga odradio i prvi test u Toyotinom LMP1 automobilu na testu za nove vozače. U siječnju 2018. Toyota je službeno potvrdila Alonsa kao njihovog vozača za 2018.-2019. sezonu u Svjetskom prvenstvu u utrkama izdržljivosti koje, između ostalih utrka, uključuje i dvije utrke 24 sata Le Mansa.

#### 2018.
U utrci 24 sata Le Mansa 2018. Alonso i njegovi momčadski kolege Sébastien Buemi i Kazuki Nakajima startali su s prve startne pozicije u automobilu br. 8 dok su vozači Mike Conway, Kamui Kobayashi i José María López u Toyotinom sestrinskom automobilu br. 7 startali s druge startne pozicije. Oba automobila izmjenjivala su se u vodstvu u prvom dijelu utrke sve dok dvije kazne zaustavljanja u boksu za automobil br. 8 naprema jednoj za sestrinski automobil nisu omogućile veću prednost u vodstvu za automobil br. 7. Automobil br. 8 uspio je nadoknaditi zaostatak zahvaljujući Alonsovoj impresivnoj noćnoj vožnji, a zbog problema s gorivom za automobil br. 7 u 16. satu utrke Nakajima je preuzeo vodstvo za automobil br. 8 koje je održao do kraja. Time je Toyota pobijedila po prvi put u svojih 20 pokušaja osvajanja Le Mansa zauzevši prvo i drugo mjesto, a Alonso, Buemi i Nakajima po prvi put postali su pobjednicima utrke 24 sata Le Mansa.

#### 2019.
Utrka 24 sata Le Mansa 2019. bila je posljednja utrka u Svjetskom prvenstvu u utrkama izdržljivosti 2018.-2019. te po drugi put održana u sezoni. Nakon pobjede u pretposljednjoj utrci u prvenstvu u utrci 6 sati Spa-Francorchampsa Toyotini vozači Alonso, Buemi i Nakajima vodili su u prvenstvu vozača s 31 bodom prednosti ispred momčadskih kolega Conwaya, Kobayashija i Lópeza u drugom Toyotinom automobilu. U posljednjoj utrci bilo je moguće osvojiti 38 bodova, što je značilo da Conway, Kobayashi i López još uvijek mogu uzeti prvo mjesto u prvenstvu ako pobijede u utrci i ako Alonso, Buemi i Nakajima završe utrku na osmoj poziciji ili niže.
Conway, Kobayashi i López startali su utrku s prvog startnog mjesta nakon što je Kobayashi postavio najbolje ukupno vrijeme u kvalifikacijama, dok su Alonso, Buemi i Nakajima startali s druge pozicije. Nakon 12 sati vožnje razmak između Toyotinih automobila bio je samo 8,6 sekundi sve dok u noći automobil br. 7 nije stvorio veću prednost nakon što se sestrinski automobil borio s balansom u aerodinamici. U posljednjim satima utrke prednost od dvije minute automobila br. 7 nad automobilom br. 8 bila je stabilna sve dok se očekivana pobjeda Conwaya, Kobayashija i Lópeza nije pretvorila u dramu u posljednjem satu utrke. Podaci na automobilu br. 7 pokazivali su puknuće gume zbog čega je López ušao u boks promijeniti gumu, no problem je bio u senzoru koji je identificirao pogrešnu gumu, tako da je López napustio boks i dalje s probušenom gumom. Spori krug koji je López nakon toga odvozio ne bi li se vratio u boks zamijeniti sve četiri gume bio je ključan za automobil br. 8 koji je nadoknadio zaostatak i uspio prijeći u vodstvo i pobijediti u utrci.
Alonso, Buemi i Nakajima time su po drugi put pobijedili u utrci 24 sata Le Mansa te osigurali naslov prvaka u sezoni 2018.-2019. Svjetskog prvenstva u utrkama izdržljivosti. Alonso je s osvojenim naslovom postao drugi vozač u povijesti nakon Grahama Hilla koji je osvojio naslov prvaka u dvije različite discipline na četiri kotača, u Formuli 1 i u Svjetskom prvenstvu u utrkama izdržljivosti.
Alonso je pobjedama u Le Mansu 2018. i 2019. otišao korak unaprijed prema osvajanju „Trostruke krune“ u automobilizmu za koju mu uz pobjede na VN Monaka 2006. i 2007. i uz pobjede u utrkama 24 sata Le Mansa još nedostaje pobjeda na utrci 500 milja Indianapolisa.

## Postignuća

### Sažetak karijere
| Godina      | Kategorija                         | Ime momčadi                           | Utrke      | Prva startna mjesta | Pobjede    | Bodovi     | Poredak    |
| ----------- | ---------------------------------- | ------------------------------------- | ---------- | ------------------- | ---------- | ---------- | ---------- |
| 1999.       | Euro Open by Nissan                | Campos Motorsport                     | 15         | 9                   | 6          | 164        | 1.         |
| 2000.       | International Formula 3000         | Team Astromega                        | 9          | 1                   | 1          | 17         | 4.         |
| 2001.       | Formula 1                          | European Minardi F1 Team              | 17         | 0                   | 0          | 0          | 23.        |
| 2002.       | Formula 1                          | Mild Seven Renault F1 Team            | Test vozač | Test vozač          | Test vozač | Test vozač | Test vozač |
| 2003.       | Formula 1                          | Mild Seven Renault F1 Team            | 16         | 2                   | 1          | 55         | 6.         |
| 2004.       | Formula 1                          | Mild Seven Renault F1 Team            | 18         | 1                   | 0          | 59         | 4.         |
| 2005.       | Formula 1                          | Mild Seven Renault F1 Team            | 19         | 6                   | 7          | 133        | 1.         |
| 2006.       | Formula 1                          | Mild Seven Renault F1 Team            | 18         | 6                   | 7          | 134        | 1.         |
| 2007.       | Formula 1                          | Vodafone McLaren Mercedes             | 17         | 2                   | 4          | 109        | 3.         |
| 2008.       | Formula 1                          | ING Renault F1 Team                   | 18         | 0                   | 2          | 61         | 5.         |
| 2009.       | Formula 1                          | ING Renault F1 Team                   | 17         | 1                   | 0          | 26         | 9.         |
| 2010.       | Formula 1                          | Scuderia Ferrari Marlboro             | 19         | 2                   | 5          | 252        | 2.         |
| 2011.       | Formula 1                          | Scuderia Ferrari                      | 19         | 0                   | 1          | 257        | 4.         |
| 2012.       | Formula 1                          | Scuderia Ferrari                      | 20         | 2                   | 3          | 278        | 2.         |
| 2013.       | Formula 1                          | Scuderia Ferrari                      | 19         | 0                   | 2          | 242        | 2.         |
| 2014.       | Formula 1                          | Scuderia Ferrari                      | 19         | 0                   | 0          | 161        | 6.         |
| 2015.       | Formula 1                          | McLaren Honda                         | 18         | 0                   | 0          | 11         | 17.        |
| 2016.       | Formula 1                          | McLaren Honda                         | 20         | 0                   | 0          | 54         | 10.        |
| 2017.       | Formula 1                          | McLaren Honda                         | 19         | 0                   | 0          | 17         | 15.        |
| 2017.       | IndyCar                            | McLaren-Honda-Andretti                | 1          | 0                   | 0          | 47         | 29.        |
| 2018.       | Formula 1                          | McLaren F1 Team                       | 21         | 0                   | 0          | 50         | 11.        |
| 2018.       | WeatherTech SportsCar Championship | United Autosports                     | 1          | 0                   | 0          | 18         | 58.        |
| 2018.       | 24 sata Le Mansa                   | Toyota Gazoo Racing                   | 1          | 0                   | 1          | N.P.       | 1.         |
| 2018. – 19. | FIA World Endurance Championship   | Toyota Gazoo Racing                   | 8          | 4                   | 5          | 198        | 1.         |
| 2019.       | WeatherTech SportsCar Championship | Konica Minolta Cadillac               | 1          | 0                   | 1          | 35         | 27.        |
| 2019.       | 24 sata Le Mansa                   | Toyota Gazoo Racing                   | 1          | 0                   | 1          | N.P.       | 1.         |
| 2019.       | IndyCar                            | McLaren Racing                        | 0          | 0                   | 0          | 0          | NK         |
| 2020.       | Reli Dakar                         | Toyota Gazoo Racing                   | 1          | 0                   | 0          | N.P.       | 13.        |
| 2020.       | IndyCar                            | Arrow McLaren SP                      | 1          | 0                   | 0          | 18         | 31.        |
| 2021.       | Formula 1                          | Alpine F1 Team                        | 22         | 0                   | 0          | 81         | 10.        |
| 2022.       | Formula 1                          | BWT Alpine F1 Team                    | 22         | 0                   | 0          | 81         | 9.         |
| 2023.       | Formula 1                          | Aston Martin Aramco Cognizant F1 Team | 22         | 0                   | 0          | 206        | 4.         |

* U tijeku.

### Potpuni popis rezultata u serijiEuro Open by Nissan
(legenda) (Utrke označene debelim slovima označavaju najbolju startnu poziciju) (Utrke označene kosim slovima označuju najbrži krug utrke)
| Godina | Momčad            | 1.        | 2.      | 3.        | 4.        | 5.        | 6.      | 7.        | 8.        | 9.      | 10.       | 11.   | 12.     | 13.     | 14.     | 15.     | 16.     | Poredak | Bodovi |
| ------ | ----------------- | --------- | ------- | --------- | --------- | --------- | ------- | --------- | --------- | ------- | --------- | ----- | ------- | ------- | ------- | ------- | ------- | ------- | ------ |
| 1999.  | Campos Motorsport | ALB 1 Ret | ALB 2 1 | JER 1 Ret | JER 2 DNS | JAR 1 Ret | JAR 2 1 | MNZ 1 Ret | MNZ 2 Ret | JAR 1 2 | JAR 2 Ret | DON 1 | DON 2 1 | CAT 1 7 | CAT 2 1 | VAL 1 2 | VAL 2 1 | 1.      | 164    |

### Potpuni popis rezultata u Formuli 3000
(legenda) (Utrke označene debelim slovima označavaju najbolju startnu poziciju) (Utrke označene kosim slovima označuju najbrži krug utrke)
| Godina | Momčad         | 1.    | 2.     | 3.     | 4.      | 5.    | 6.      | 7.     | 8.      | 9.    | 10.   | Poredak | Bodovi |
| ------ | -------------- | ----- | ------ | ------ | ------- | ----- | ------- | ------ | ------- | ----- | ----- | ------- | ------ |
| 2000.  | Team Astromega | IMO 9 | SIL EX | CAT 15 | NÜR Ret | MON 8 | MAG Ret | A1R 16 | HOC Ret | HUN 2 | SPA 1 | 4.      | 17     |

### Potpuni popis rezultata u Formuli 1
(legenda) (Utrke označene debelim slovima označavaju najbolju startnu poziciju) (Utrke označene kosim slovima označuju najbrži krug utrke)
| Godina                                                 | Momčad                                | Šasija              | Motor                                  | 1.      | 2.      | 3.      | 4.      | 5.      | 6.      | 7.      | 8.      | 9.      | 10.     | 11.     | 12.     | 13.     | 14.     | 15.     | 16.     | 17.     | 18.     | 19.     | 20.     | 21.    | 22.     | 23. | Bodovi | Poredak |
| ------------------------------------------------------ | ------------------------------------- | ------------------- | -------------------------------------- | ------- | ------- | ------- | ------- | ------- | ------- | ------- | ------- | ------- | ------- | ------- | ------- | ------- | ------- | ------- | ------- | ------- | ------- | ------- | ------- | ------ | ------- | --- | ------ | ------- |
| 2001.                                                  | European Minardi F1 Team              | Minardi PS01        | European (Cosworth) 3.0 V10            | AUS 12  | MAL 13  | BRA Ret | SMR Ret | ŠPA 13  | AUT Ret | MON Ret | KAN Ret | EUR 14  | FRA 17† | VBR 16  | NJE 10  | MAĐ Ret | BEL DNS | ITA 13  | SAD Ret | JAP 11  |         |         |         |        |         |     | 0      | 23.     |
| 2003.                                                  | Mild Seven Renault F1 Team            | Renault R23         | Renault RS23 3.0 V10                   | AUS 7   | MAL 3   | BRA 3   | SMR 6   | ŠPA 2   | AUT Ret | MON 5   | KAN 4   | EUR 4   | FRA Ret | VBR Ret | NJE 4   | MAĐ 1   | ITA 8   | SAD Ret | JAP Ret |         |         |         |         |        |         |     | 55     | 6.      |
| 2004.                                                  | Mild Seven Renault F1 Team            | Renault R24         | Renault RS24 3.0 V10                   | AUS 3   | MAL 7   | BHR 6   | SMR 4   | ŠPA 4   | MON Ret | EUR 5   | KAN Ret | SAD Ret | FRA 2   | VBR 10  | NJE 3   | MAĐ 3   | BEL Ret | ITA Ret | KIN 4   | JAP 5   | BRA 4   |         |         |        |         |     | 59     | 4.      |
| 2005.                                                  | Mild Seven Renault F1 Team            | Renault R25         | Renault RS25 3.0 V10                   | AUS 3   | MAL 1   | BHR 1   | SMR 1   | ŠPA 2   | MON 4   | EUR 1   | KAN Ret | SAD DNS | FRA 1   | VBR' 2  | NJE 1   | MAĐ 11  | TUR 2   | ITA 2   | BEL 2   | BRA 3   | JAP 3   | KIN 1   |         |        |         |     | 133    | 1.      |
| 2006.                                                  | Mild Seven Renault F1 Team            | Renault R26         | Renault RS26 2.4 V8                    | BHR 1   | MAL 2   | AUS 1   | SMR 2   | EUR 2   | ŠPA 1   | MON 1   | VBR 1   | KAN 1   | SAD 5   | FRA 2   | NJE 5   | MAĐ Ret | TUR 2   | ITA Ret | KIN 2   | JAP 1   | BRA 2   |         |         |        |         |     | 134    | 1.      |
| 2007.                                                  | Vodafone McLaren Mercedes             | McLaren MP4-22      | Mercedes-Benz FO 108T 2.4 V8           | AUS 2   | MAL 1   | BHR 5   | ŠPA 3   | MON 1   | KAN 7   | SAD 2   | FRA 7   | VBR 2   | EUR 1   | MAĐ 4   | TUR 3   | ITA 1   | BEL 3   | JAP Ret | KIN 2   | BRA 3   |         |         |         |        |         |     | 109    | 3.      |
| 2008.                                                  | ING Renault F1 Team                   | Renault R28         | Renault RS27 2.4 V8                    | AUS 4   | MAL 8   | BHR 10  | ŠPA Ret | TUR 6   | MON 10  | KAN Ret | FRA 8   | VBR 6   | NJE 11  | MAĐ 4   | EUR Ret | BEL 4   | ITA 4   | SIN 1   | JAP 1   | KIN 4   | BRA 2   |         |         |        |         |     | 61     | 5.      |
| 2009.                                                  | ING Renault F1 Team                   | Renault R29         | Renault RS27 2.4 V8                    | AUS 5   | MAL 11  | KIN 9   | BHR 8   | ŠPA 5   | MON 7   | TUR 10  | VBR 14  | NJE 7   | MAĐ Ret | EUR 6   | BEL Ret | ITA 5   | SIN 3   | JAP 10  | BRA Ret | ABU 14  |         |         |         |        |         |     | 26     | 9.      |
| 2010.                                                  | Scuderia Ferrari Marlboro             | Ferrari F10         | Ferrari Type 056 2.4 V8                | BHR 1   | AUS 4   | MAL 13† | KIN 4   | ŠPA 2   | MON 6   | TUR 8   | KAN 3   | EUR 8   | VBR 14  | NJE 1   | MAĐ 2   | BEL Ret | ITA 1   | SIN 1   | JAP 3   | KOR 1   | BRA 3   | ABU 7   |         |        |         |     | 252    | 2.      |
| 2011.                                                  | Scuderia Ferrari Marlboro             | Ferrari 150° Italia | Ferrari 056 2.4 V8                     | AUS 4   | MAL 6   | KIN 7   | TUR 3   | ŠPA 5   | MON 2   | KAN Ret | EUR 2   | VBR 1   | NJE 2   | MAĐ 3   | BEL 4   | ITA 3   | SIN 4   | JAP 2   | KOR 5   | IND 3   | ABU 2   | BRA 4   |         |        |         |     | 257    | 4.      |
| 2012.                                                  | Scuderia Ferrari                      | Ferrari F2012       | Ferrari 056 2.4 V8                     | AUS 5   | MAL 1   | KIN 9   | BHR 7   | ŠPA 2   | MON 3   | KAN 5   | EUR 1   | VBR 2   | NJE 1   | MAĐ 5   | BEL Ret | ITA 3   | SIN 3   | JAP Ret | KOR 3   | IND 2   | ABU 2   | SAD 3   | BRA 2   |        |         |     | 278    | 2.      |
| 2013.                                                  | Scuderia Ferrari                      | Ferrari F2013       | Ferrari 056 2.4 V8                     | AUS 2   | MAL Ret | KIN 1   | BHR 8   | ŠPA 1   | MON 7   | KAN 2   | VBR 3   | NJE 4   | MAĐ 5   | BEL 2   | ITA 2   | SIN 2   | JAP 4   | KOR 6   | IND 11  | ABU 5   | SAD 5   | BRA 3   |         |        |         |     | 242    | 2.      |
| 2014.                                                  | Scuderia Ferrari                      | Ferrari F14 T       | Ferrari 059/3 1.6 V6                   | AUS 4   | MAL 4   | BHR 9   | KIN 3   | ŠPA 6   | MON 4   | KAN 6   | AUT 5   | VBR 6   | NJE 5   | MAĐ 2   | BEL 7   | ITA Ret | SIN 4   | JAP Ret | RUS 6   | SAD 6   | BRA 6   | ABU 9   |         |        |         |     | 161    | 6.      |
| 2015.                                                  | McLaren Honda                         | McLaren MP4-30      | Honda RA615H 1.6 V6                    | AUS     | MAL Ret | KIN 12  | BHR 11  | ŠPA Ret | MON Ret | KAN Ret | AUT Ret | VBR 10  | MAĐ 5   | BEL 13  | ITA 18† | SIN Ret | JAP 11  | RUS 11  | SAD 11  | MEK Ret | BRA 15  | ABU 17  |         |        |         |     | 11     | 17.     |
| 2016.                                                  | McLaren Honda                         | McLaren MP4-31      | Honda RA616H 1.6 V6                    | AUS Ret | BHR     | KIN 12  | RUS 6   | ŠPA Ret | MON 5   | KAN 11  | EUR Ret | AUT 18† | VBR 13  | MAĐ 7   | NJE 12  | BEL 7   | ITA 14  | SIN 7   | MAL 7   | JAP 16  | SAD 5   | MEK 13  | BRA 10  | ABU 10 |         |     | 54     | 10.     |
| 2017.                                                  | McLaren Honda                         | McLaren MCL-32      | Honda RA617H 1.6 V6                    | AUS Ret | KIN Ret | BHR 14† | RUS DNS | ŠPA 12  | MON     | KAN 16† | AZE 9   | AUT Ret | VBR Ret | MAĐ 6   | BEL Ret | ITA 17† | SIN Ret | MAL 11  | JAP 11  | SAD Ret | MEK 10  | BRA 8   | ABU 8   |        |         |     | 17     | 15.     |
| 2018.                                                  | McLaren F1 Team                       | McLaren MCL-33      | Renault R.E.18 1.6 V6                  | AUS 5   | BHR 7   | KIN 7   | AZE 7   | ŠPA 8   | MON Ret | KAN Ret | FRA 16† | AUT 8   | VBR 8   | NJE 16† | MAĐ 8   | BEL Ret | ITA Ret | SIN 7   | RUS 14  | JAP 14  | SAD Ret | MEK Ret | BRA 17  | ABU 11 |         |     | 50     | 11.     |
| U sezonama 2019. i 2020. nije se natjecao u Formuli 1. |                                       |                     |                                        |         |         |         |         |         |         |         |         |         |         |         |         |         |         |         |         |         |         |         |         |        |         |     |        |         |
| 2021.                                                  | Alpine F1 Team                        | Alpine A521         | Renault E-Tech 20B 1.6 V6 t            | BAH Ret | EMI 10  | POR 8   | ŠPA 17  | MON 13  | AZE 6   | FRA 8   | ŠTA 9   | AUT 10  | VBR 7   | MAĐ 4   | BEL 11  | NIZ 6   | ITA 8   | RUS 6   | TUR 16  | SAD Ret | MEK 9   | SAP 9   | KAT 3   | SAU 13 | ABU 8   |     | 81     | 10.     |
| 2022.                                                  | BWT Alpine F1 Team                    | Alpine A522         | Renault E-Tech RE22 1.6 V6 t           | BAH 9   | SAU Ret | AUS 17  | EMI Ret | MIA 11  | ŠPA 9   | MON 7   | AZE 7   | KAN 9   | VBR 5   | AUS 10  | FRA 6   | MAĐ 8   | BEL 5   | NIZ 6   | ITA Ret | SIN Ret | JAP 7   | SAD 7   | MEK 19† | SAP 5  | ABU Ret |     | 81     | 9.      |
| 2023.                                                  | Aston Martin Aramco Cognizant F1 Team | Aston Martin AMR23  | Mercedes F1 M14 E Performance 1.6 V6 t | BAH 3   | SAU 3   | AUS 3   | AZE 46  | MIA 3   | MON 2   | ŠPA 7   | KAN 2   | AUS 5   | VBR 7   | MAĐ 9   | BEL 5   | NIZ 2   | ITA 9   | SIN 15  | JAP 8   | KAT 68  | SAD Ret | MEK Ret | SAP 3   | VEG 9  | ABU 7   |     | 206    | 4.      |

† Odustao, ali klasificiran jer je odvozio više od 90% utrke.

### Rezultati u Američkim utrkama jednosjeda

#### IndyCar serija
| Godina | Momčad                 | Šasija       | Br. | Motor     | 1   | 2   | 3   | 4   | 5   | 6       | 7       | 8   | 9   | 10  | 11  | 12  | 13  | 14  | 15  | 16  | 17  | Bodovi | Poredak |
| ------ | ---------------------- | ------------ | --- | --------- | --- | --- | --- | --- | --- | ------- | ------- | --- | --- | --- | --- | --- | --- | --- | --- | --- | --- | ------ | ------- |
| 2017.  | McLaren-Honda-Andretti | Dallara DW12 | 29  | Honda     | STP | LBH | ALA | PHX | IMS | INDY 24 | DET     | DET | TXS | RDA | IOW | TOR | MDO | POC | GTW | WGL | SNM | 47     | 29.     |
| 2019.  | McLaren Racing         | Dallara DW12 | 66  | Chevrolet | STP | COA | ALA | LBH | IMS | INDY NK | DET     | DET | TXS | RDA | TOR | IOW | MDO | POC | GTW | POR | LAG | 0      | -       |
| 2020.  | Arrow McLaren SP       | Dallara DW12 | 66  | Chevrolet | TXS | IMS | ROA | ROA | IOW | IOW     | INDY 21 | GTW | GTW | MDO | MDO | IMS | IMS | STP |     |     |     | 18     | 31.     |

#### 500 milja Indianapolisa
| Godina | Šasija  | Motor     | Start | Cilj | Momčad                 |
| ------ | ------- | --------- | ----- | ---- | ---------------------- |
| 2017.  | Dallara | Honda     | 5     | 24   | McLaren-Honda-Andretti |
| 2019.  | Dallara | Chevrolet | NK    | NK   | McLaren Racing         |
| 2020.  | Dallara | Chevrolet | 26    | 21   | Arrow McLaren SP       |

### IMSA WeatherTech SportsCar Championship
(legenda) (Utrke označene debelim slovima označavaju najbolju startnu poziciju) (Utrke označene kosim slovima označuju najbrži krug utrke)
| Godina | Momčad                  | Kategorija | Šasija           | Motor                 | 1      | 2   | 3   | 4   | 5   | 6   | 7   | 8   | 9   | 10  | Poredak | Bodovi |
| ------ | ----------------------- | ---------- | ---------------- | --------------------- | ------ | --- | --- | --- | --- | --- | --- | --- | --- | --- | ------- | ------ |
| 2018.  | United Autosports       | P          | Ligier JS P217   | Gibson GK428 4.2 L V8 | DAY 13 | SEB | LBH | MDO | DET | WGL | MOS | ELK | LGA | PET | 58.     | 18     |
| 2019.  | Konica Minolta Cadillac | DPi        | Cadillac DPi-V.R | Cadillac 5.5 L V8     | DAY 1  | SEB | LBH | MDO | DET | WGL | MOS | ELK | LGA | PET | 27.     | 35     |

#### 24 sata Daytone
| Godina | Momčad                  | Suvozači                                           | Automobil             | Klasa | Krugovi | Ukupni poredak | Poredak u klasi |
| ------ | ----------------------- | -------------------------------------------------- | --------------------- | ----- | ------- | -------------- | --------------- |
| 2018.  | United Autosports       | Philip Hanson Lando Norris                         | Ligier JS P217-Gibson | P     | 718     | 38.            | 13.             |
| 2019.  | Konica Minolta Cadillac | Kamui Kobayashi Jordan Taylor Renger van der Zande | Cadillac DPi-V.R      | DPi   | 593     | 1.             | 1.              |

### Potpuni popis rezultata u FIA Svjetskom prvenstvu u utrkama izdržljivosti
(legenda) (Utrke označene debelim slovima označavaju najbolju startnu poziciju) (Utrke označene kosim slovima označuju najbrži krug utrke)
| Godina      | Momčad              | Klasa | Šasija              | Motor                          | 1.    | 2.    | 3.      | 4.    | 5.    | 6.    | 7.    | 8.    | Poredak | Bodovi |
| ----------- | ------------------- | ----- | ------------------- | ------------------------------ | ----- | ----- | ------- | ----- | ----- | ----- | ----- | ----- | ------- | ------ |
| 2018. – 19. | Toyota Gazoo Racing | LMP1  | Toyota TS050 Hybrid | Toyota 2.4 L Turbo V6 (Hybrid) | SPA 1 | LMS 1 | SIL DSQ | FUJ 2 | SHA 2 | SEB 1 | SPA 1 | LMS 1 | 1.      | 198    |

### Rezultati u utrci 24 sata Le Mansa
(legenda) (Utrke označene debelim slovima označavaju najbolju startnu poziciju) (Utrke označene kosim slovima označuju najbrži krug utrke)
| Godina | Momčad              | Suvozači                        | Automobil           | Klasa | Krugovi | Ukupni poredak | Poredak u klasi |
| ------ | ------------------- | ------------------------------- | ------------------- | ----- | ------- | -------------- | --------------- |
| 2018.  | Toyota Gazoo Racing | Sébastien Buemi Kazuki Nakajima | Toyota TS050 Hybrid | LMP1  | 388     | 1.             | 1.              |
| 2019.  | Toyota Gazoo Racing | Sébastien Buemi Kazuki Nakajima | Toyota TS050 Hybrid | LMP1  | 385     | 1.             | 1.              |

### Rezultati u Reliju Dakar
| Godina | Klasa     | Vozilo | Suvozač   | Poredak | Osvojene etape |
| ------ | --------- | ------ | --------- | ------- | -------------- |
| 2020.  | Automobil | Toyota | Marc Coma | 13.     | 0              |

## Vanjske poveznice
- FernandoAlonso.com
- Fernando Alonso News